# 光之美少女 Dream Stars!
《電影 光之美少女 Dream Stars!》於2017年3月18日在日本上映。本作是第九次結集光之美少女系列成員的作品，Dream Stars系列電影唯一作品。
從這部電影開始，光之美少女不再像以往一樣全體登場，而是改由部分系列成員登場。

## 故事簡介
有一天，一位名叫小櫻的神秘少女突然來到光之美少女们面前，她告訴眾人自己最重要的朋友——一隻名叫「水滴」的小狐狸被邪惡勢力抓走了，而且邪惡勢力還陰謀準備把世界上所有的美麗物品搶走，懇求光之美少女幫助自己，而能夠將這一切奪回來的關鍵便是擁有「甜品」、「寶石」以及「鎖匙」之力的光之美少女。為了幫助小櫻，光之美少女们啟程前往小櫻所在的異世界——「櫻之原」……

## 登場人物

### 光之美少女：食尚甜心
宇佐美一花／奶油天使（Usami Ichika／Cure Whip）
配音：美山加戀（日本）
有栖川陽理／卡士達天使（Arisugawa Himari／Cure Custard）
配音：福原遙（日本）
立神葵／冰淇淋天使（Tategami Aoi／Cure Gelato）
配音：村中知（日本）
琴爪緣／馬卡龍天使（Kotozume Yukari／Cure Macaron）
配音：藤田咲（日本）
劍城晶／巧克力天使（Kenjo Akira／Cure Chocolat）
配音：森奈奈子（日本）
佩科琳（Pekorin）
配音：金井美香（日本）

### 魔法使光之美少女！
朝日奈未來／奇蹟天使（Asahina Mirai／Cure Miracle）
配音：高橋李依（日本）
十六夜理子／魔法天使（Izayoi Liko／Cure Magical）
配音：堀江由衣（日本）
小哈／花海言葉／幸福天使（Ha-chan／Hanami Kotoha／Cure Felice）
配音：早見沙織（日本）
莫夫倫（Mofurun）
配音：齋藤彩夏（日本）

### GO! 光之美少女公主
春野遙／花神天使（Cure Flora）
配音：嶋村侑（日本）
海藤南／人魚天使（Cure Mermaid）
配音：淺野真澄（日本）
天之川綺羅／閃亮天使（Cure Twinkle）
配音：山村響（日本）
紅城永久／赤紅天使（Cure Scarlet）
配音：澤城美雪（日本）
泡芙（Puff）
配音：東山奈央（日本）
阿羅瑪（Aroma）
配音：古城門志帆（日本）

### 本作登場角色
小櫻（Sakura）
配音：阿澄佳奈（日本）
本作登場角色，突然出現在光之美少女面前，穿著一身金魚外貌的神秘少女，向她們發出了拯救自己的朋友及世界的懇求。
水滴（Shizuku）／五月雨（Samidare）
配音：木村佳乃（日本）
小櫻最重要的朋友，一隻全身水藍色，操著一口典雅的京都方言的小狐狸，不幸被反派鴉天狗抓走并洗腦，成為鴉天狗的手下「五月雨」，後來在小櫻不斷的呼喚下擺脫鴉天狗控制恢復正常。
其作為反派的名字在日語里意指「農曆五月的降雨」，也就是俗稱的梅雨。

### 敵人
鴉天狗
配音：山里亮太（日本）
本作頭號反派，也是控制五月雨的幕後黑手，企圖搶走世界上所有的美麗物品（包括光之美少女），最終被全體光之美少女加上小櫻與水滴的力量徹底消滅。
赤狗·黃狗
配音：RICE（日本）
鴉天狗的手下，外貌為狛犬。
大狗
配音：關町知弘（日本）
赤狗與黃狗合體後的模樣。

#### 系列作中登場的怪物
絕望堡（Zetsuborg）
配音：中務貴幸（日本）
慾望怪（Yokubal）
配音：島田岳洋（日本）

### 系列作登場的角色
魔法使光之美少女！
下述等人皆在一花、陽莉、小葵造訪魔法商店街時出現
校長（Principal）
配音：內田夕夜（日本）
副校長（Vice Principal）
配音：鳳芳野（日本）
古斯塔夫（Gustav）
配音：木村雅史（日本）
托德（Todd）
配音：鈴木裕斗（日本）
GO! 光之美少女公主
下述等人皆在小緣、小晶造訪貴族學園時出現
七瀨唯
配音：佳村遙（日本）
瀨川瞳
配音：清都亞理沙（日本）
神田陽子
配音：井上遙乃（日本）
小森花惠
配音：千菅春香（日本）
古屋理子
配音：植田佳奈（日本）
狩野沙也加
配音：東山奈央（日本）

## 登場歌曲

### 主題曲
片頭曲
作詞：青木久美子，作曲：小杉保夫、編曲：高木洋，主唱：北川理惠（合唱：五條真由美、內八重由賀）
片尾曲
作詞：大久保熏、山崎寬子，作曲·編曲：大久保熏，主唱：木村佳乃

## 製作人員
- 原作：東堂泉
- 企劃：鷲尾天
- 監督：宮本浩史
- 劇本：坪田文
- 音樂：林友樹
- 原作角色設計：中谷友紀子、宮本繪美子、井野真理惠
- 角色設計：宮本浩史
- 演出：佐藤宏幸、村上貴之
- 總作畫監督：中谷友紀子
- 作畫監督：大田和寬
- 美術監督：倉橋隆
- CG監督：鄭載熏
- CG動畫監督：金井弘樹
- 色彩設計：澤田豐二
- 攝影監督：中村俊介、高橋賢司
- 製作擔當：澤守洸
- CG製作人：野島淳志
- 動畫製作：東映動畫
- 製作：電影光之美少女Dream Stars!製作委員會（東映動畫、東映、ABC動畫、Bandai、旭通廣告、Marvelous、木下工務店）
- 發行：東映

## 外部連結
- （日語）光之美少女 Dream Stars! 官方網站（页面存档备份，存于）